# Chilworth (Surrey)
Pour les articles homonymes, voir Chilworth.
Chilworth est une localité anglaise du Surrey située au sud-ouest du centre de Londres.